# Точильщики (род)
Точильщики (лат. Anobium) — род жесткокрылых насекомых семейства точильщиков.

## Описание
Тело жуков обычно продолговатое, цилиндрическое. Верх тела чаще в мелких прилегающих волосках. Надкрылья с правильными и глубокими точечными бороздками. Переднеспинка обычно горбатая или с резко выдающимся горбом, по бокам часто несколько угловатая или впереди уступообразно суженная, с явственной наружной каймой, развитой, по крайней мере, у задних углов. Передние тазики немного расставленные. Заднегрудь и I стернит брюшка без углублений для вкладывания ног. Усики нитевидные; три их вершинных членика длиннее всех предыдущих. Длина тела 2,5—7 мм.

### Личинка
Личинка с микрошипиками на заднеспинке, I—VII тергитах брюшка и боковых частях IX сегмента. Лобные швы не развиты. Усики 2-члениковые. Верхние челюсти позади двузубой вершины имеют часто 2 маленьких зубца; у них нет мелких зубчиков на жевательной поверхности. Наружная и внутренняя лопасти нижних челюстей примерно одинаковой длины. Коготок длинный и тонкий, с 2 длинными щетинками в базальной части.

## Палеонтология
В ископаемом состоянии род Anobium известен из балтийского янтаря и из эоценовых и олигоценовых отложений США.

## Систематика
В составе рода:
- Anobium cymoreki Espańol, 1963
- Anobium hederae Ihssen, 1949
- Anobium inexspectatum Lohse, 1954
- Anobium punctatum (De Geer, 1774)

## В литературе
Личинка Anobium domesticum является героем первой главы романа «История мира в 10½ главах» английского писателя Джулиана Барнса. Личинка, находясь на Ковчеге, ведёт рассказ от первого лица о Потопе.